# Octopus macropus
El pulpón o pulpo patudo (Octopus macropus) es una especie de molusco cefalópodo de la familia Octopodidae. No se reconocen subespecies.

## Descripción
El pulpón es de color rojo con manchas blancas fluorescentes. Posee largos tentáculos y su cuerpo está formado por un manto robusto y musculoso. Su peso es de más o menos 400 g y su longitud oscila alrededor de 13 cm, por lo que es un pulpo de tamaño pequeño. 

## Hábitat
El pulpón vive en zonas rocosas, en cavidades y también en praderas de posidonia. Es común desde las aguas costeras cerca de la superficie del mar, hasta los cien metros de profundidad. Habita las costas europeas, el mar Mediterráneo, el mar Rojo y las costas de África oriental.

## Hábitos
Es una especie de hábitos nocturnos, se alimenta de bivalvos, crustáceos y peces, aunque también de otros pulpos.

## Reproducción
El ciclo reproductor del pulpón es poco conocido. Tiene lugar desde la primavera hasta finales del verano. La hembra pone varias centenares de huevos. Durante el periodo de incubación, la hembra no abandona los huevos ni para cazar, por lo que muere poco tiempo después de eclosión de los huevos. Al nacer, las crías sólo miden 4 mm, aunque están completamente formados como los adultos.

## Galería de imágenes

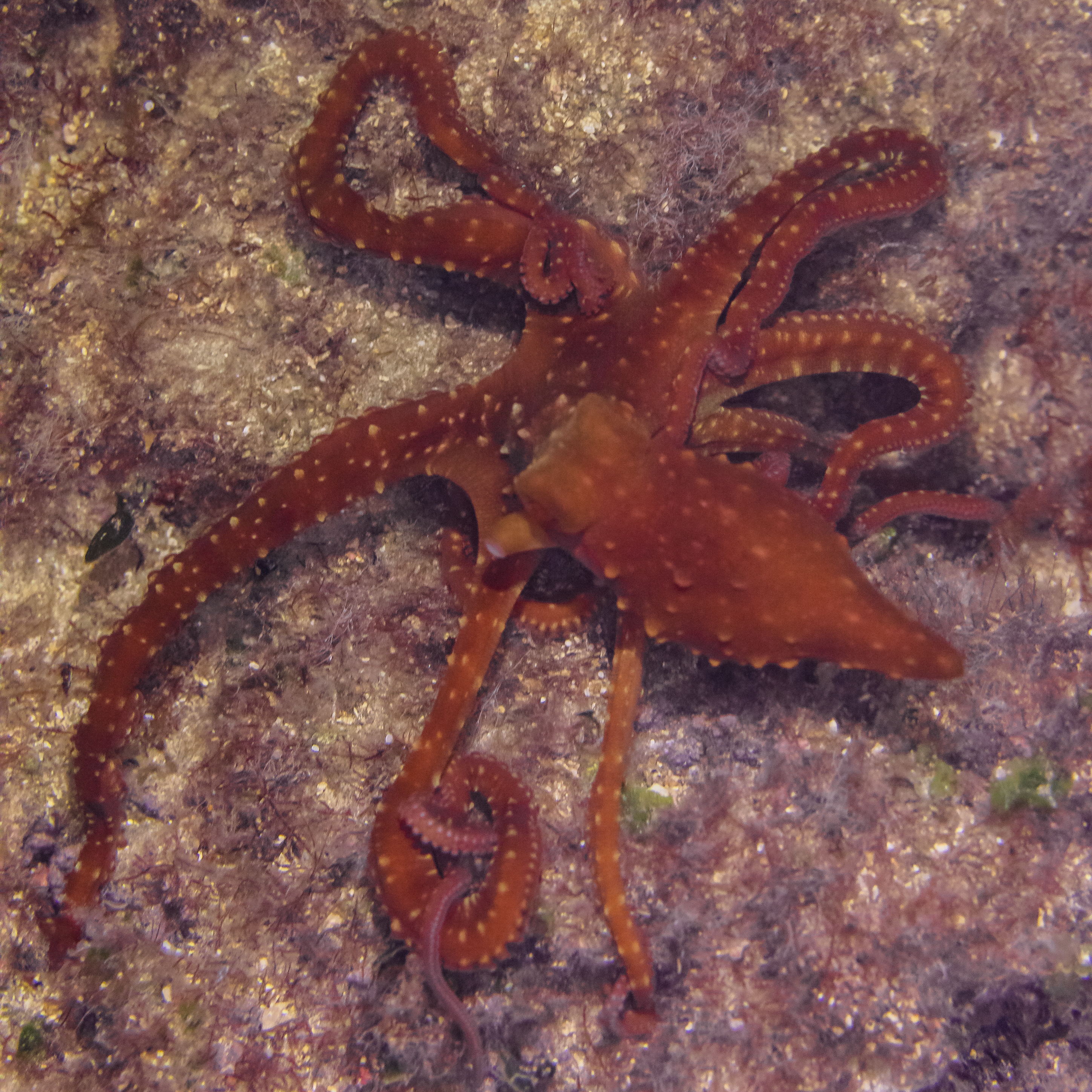
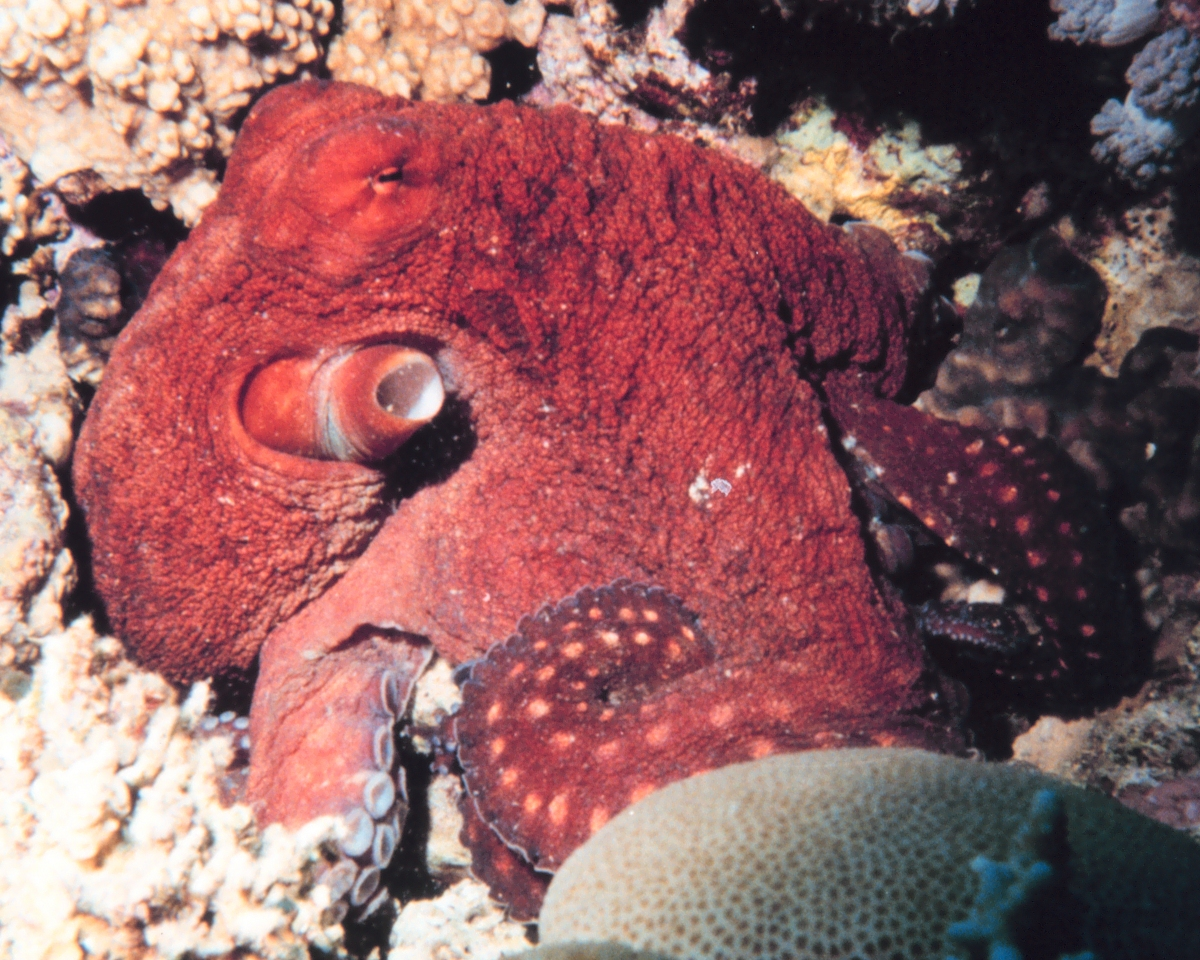
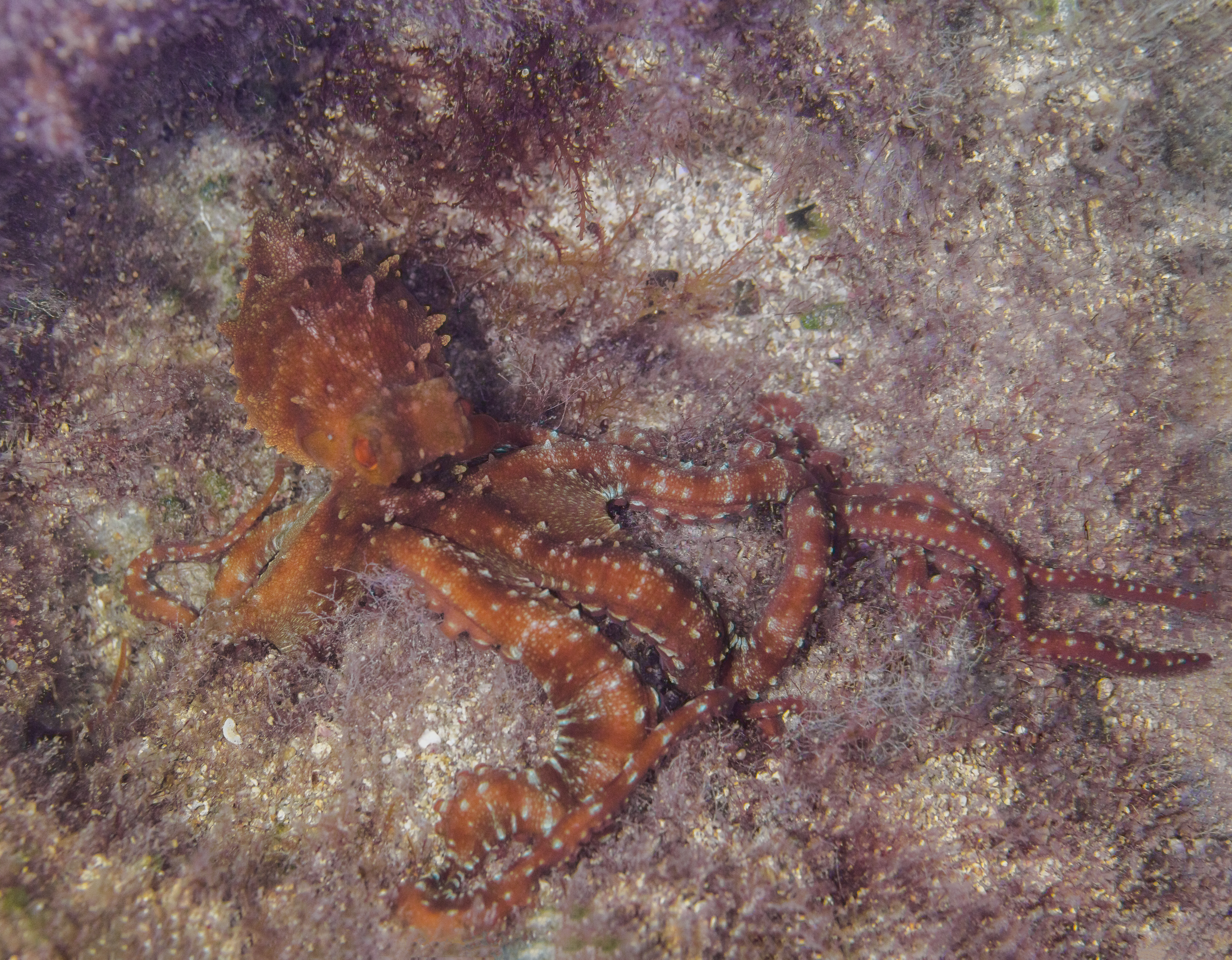
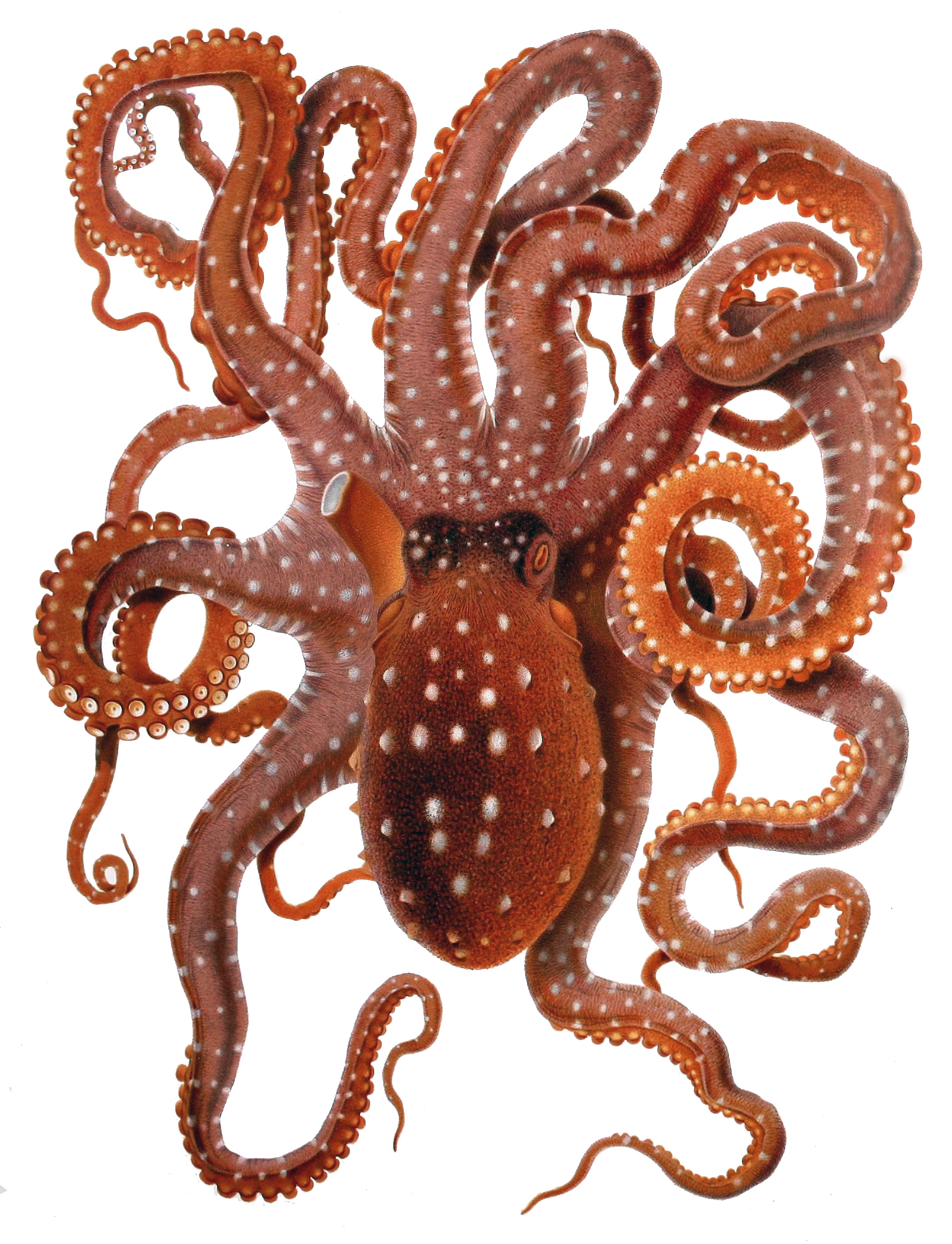
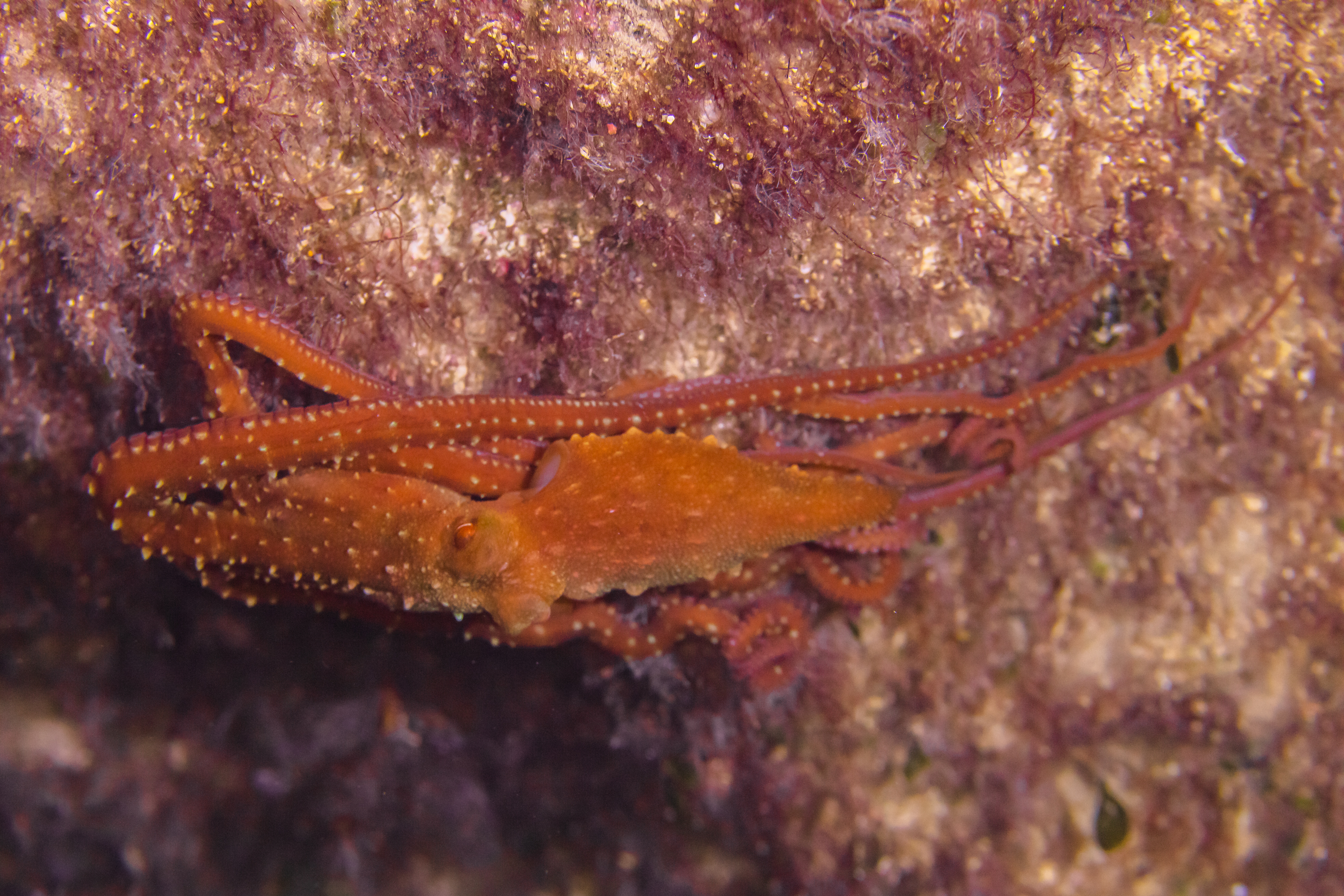